# Elisabeth Larena
Elisabeth Larena (Bilbao, 22 de febrer de 1986) és una actriu espanyola.

## Biografia
Elisabeth va estudiar interpretació en Bilbao i des de llavors ha participat en diverses ficcions televisives. El seu primer paper en televisió li va venir de la mà de Telemadrid a la sèrie 2 de mayo, la libertad de una nación, on interpreta a Casilda, una modista. Posteriorment ha participat episòdicament a sèries com Homicidios, Hospital Central o Carlos, rey emperador, però és especialment recordada pel seu paper de Luchi a Cuéntame cómo pasó, a la que va interpretar durant 15 episodis.
Al cinema ha participat a Lost Girls & Love Hotels, basada en la novel·la del mateix nom i a No mataràs, de David Victori, on interpreta a Laura, la germana del protagonista, Dani (Mario Casas).
El 8 d'abril del 2021 es va confirmar el seu ingrés a la sèrie Servir y proteger en el paper de Chloe.

## Treball

### Cinema
| Any  | Títol                    | Personatge | Director       | Notes              |
| ---- | ------------------------ | ---------- | -------------- | ------------------ |
| 2020 | Lost Girls & Love Hotels | Alice      | William Olsson | Escenes eliminades |
| 2020 | No mataràs               | Laura      | David Victori  |                    |
| 2021 | Balas y Katanas          | Anika      | Nacho Serapio  | En rodatge         |

### Televisió
| Any            | Títol                                | Personatge          | Cadena                  | Notes       |
| -------------- | ------------------------------------ | ------------------- | ----------------------- | ----------- |
| 2008           | 2 de mayo, la libertad de una nación | Casilda             | Telemadrid              | 18 episodis |
| 2010           | La pecera de Eva                     | Alba Sorollo        | Telecinco               | 10 episodis |
| 2011           | Homicidios                           | Julia Molinos       | Telecinco               | 2 episodis  |
| 2011           | Hospital Central                     | Patricia Olea       | Telecinco               | 1 episodi   |
| 2011           | Maras                                | Paula               | Antena 3                | Telefilm    |
| 2012           | Isabel                               | Ana                 | TVE                     | 1 episodio  |
| 2013           | The Avatars                          | Judy                | Disney Channel          | 1 episodi   |
| 2014           | Vox Influx                           | Periodista Alemanya | Internet                | 1 episodi   |
| 2014 - 2018    | The Goddaughter                      | Mikaela corleone    | Youtube                 | Websèrie    |
| 2016           | Carlos, rey emperador                | Infanta María       | TVE                     | 4 episodis  |
| 2016 - 2017    | Cuéntame cómo pasó                   | Luchi               | TVE                     | 15 episodis |
| 2018           | Vivir sin permiso                    | Olivia              | Telecinco / Netflix     | 1 episodi   |
| 2021           | Servir y proteger                    | Chloe               | TVE                     | 6 episodis  |
| 2022           | Intimidad                            | Idoia               | Netflix                 | 7 episodis  |
| 2022 - present | La que se avecina                    | Andy                | Prime Video / Telecinco | ¿? episodis |

### Teatre
- Quien lo probó lo sabe (2008) - d'Eduardo Navarro, com Lola.
- Los desterrados de la calle Montera (2009) - de Mario Bolaños, com Ana.

### Publicitat
- Chevrolet (Anunci per EUA, Canadà i Mèxic).
- Bad Night (Álex de la Iglesia).

## Premis
| Premio                        | Any  | Categoria                                 | Treball nominat | Resultat | Ref. |
| ----------------------------- | ---- | ----------------------------------------- | --------------- | -------- | ---- |
| Premis de la Unión de Actores | 2023 | Millor actriu de repartiment de televisió | Intimidad       | Pendent  |      |